# Naturkundemuseum (metropolitana di Berlino)
La stazione di Naturkundemuseum è una stazione della metropolitana di Berlino, sulla linea U6.
È posta sotto tutela documentale (Denkmalschutz).

## Storia
La stazione, in origine denominata "Stettiner Bahnhof", venne attivata il 30 gennaio 1923, come capolinea settentrionale provvisorio della nuova linea C della metropolitana, prolungata già il successivo 8 marzo fino al capolinea definitivo di Seestraße.
La stazione prendeva il nome dall'importante stazione ferroviaria "Stettiner Bahnhof", posta nelle vicinanze, ma alla quale non era direttamente collegata.
Il 10 gennaio 1951, in conseguenza della nuova denominazione della stazione ferroviaria, prese il nome di "Nordbahnhof".
Con la costruzione del cosiddetto "muro di Berlino", il 13 agosto 1961, la stazione venne chiusa al traffico, diventando una delle cosiddette "stazioni fantasma"; i treni continuavano a correre, ma senza effettuare le fermate nel territorio di Berlino Est.
A seguito della svolta politica del 1989 nella Repubblica Democratica Tedesca, che facilitò il traffico di persone fra i due Stati tedeschi, la stazione venne riaperta il 1º luglio 1990, poco prima della riunificazione.
Il 3 ottobre 1991 acquisì la nuova denominazione di "Zinnowitzer Straße"; infatti il ruolo della stazione ferroviaria era ormai ridotto alla sola S-Bahn, e pertanto la vicinanza fra le due linee non era più considerata un interscambio.
Nel 1995 la stazione fu sottoposta ad importanti lavori di rinnovamento, che comportarono il prolungamento del marciapiede fino ad una lunghezza di 107 metri, e al montaggio di un ascensore per garantire l'accessibilità ai disabili.
Il 13 dicembre 2009 assunse la nuova denominazione di "Naturkundemuseum".

## Strutture e impianti
Si tratta di una stazione sotterranea, con due binari serviti da una banchina centrale ad isola.